# Telephium
- Commons
- Wikispecies

Adenogramma L. é um género botânico pertencente à família Caryophyllaceae.

## Espécies
- Telephium imperati L.
- Lista completa

## Classificação do gênero
| Sistema | Classificação                     | Referência               |
| ------- | --------------------------------- | ------------------------ |
| Linné   | Classe Pentandria, ordem Trigynia | Species plantarum (1753) |